# Domäne Vogelsburg

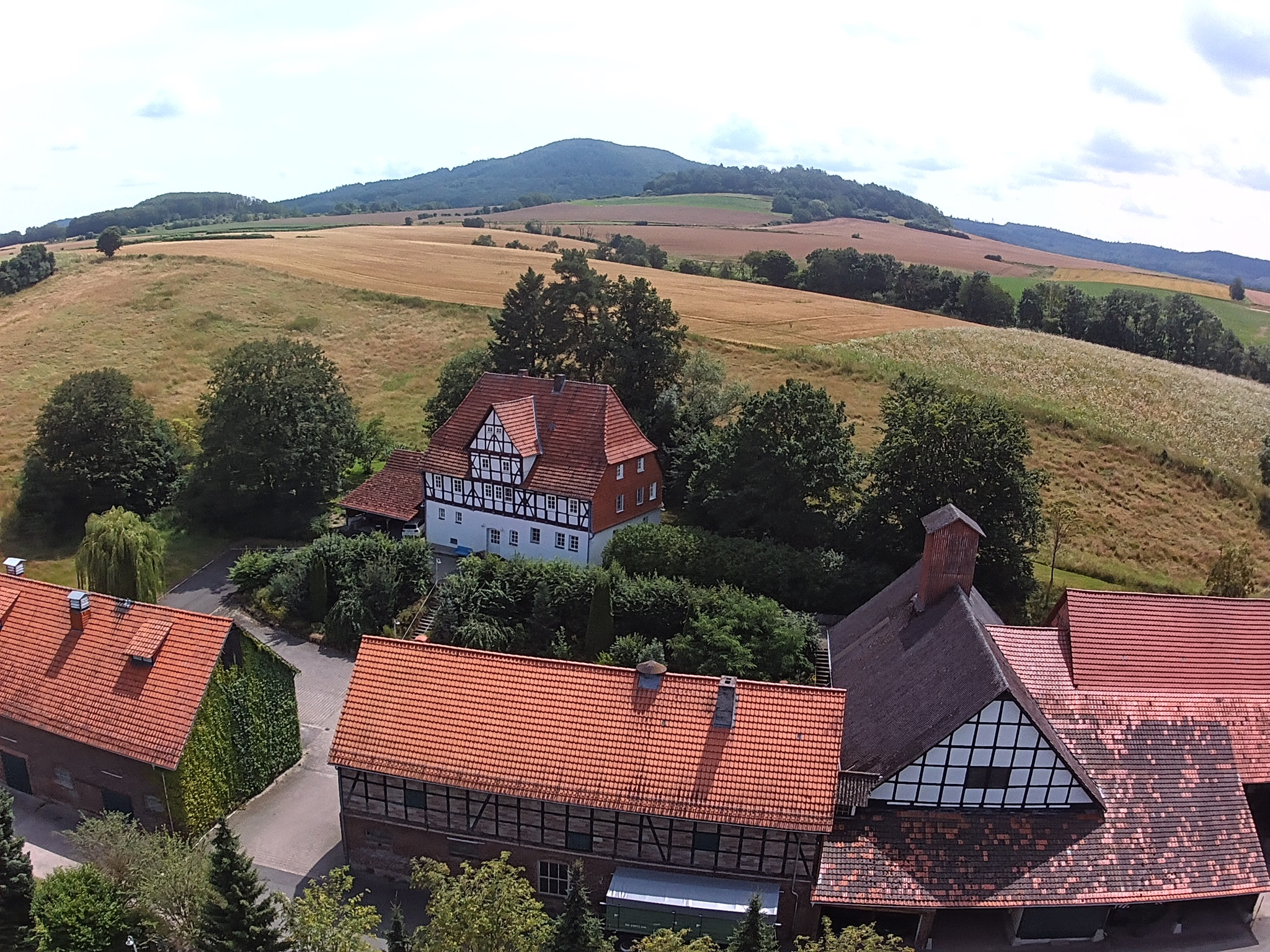
Haupthaus der Domäne mit Wirtschaftsgebäuden im Vordergrund. Im Hintergrund die Blaue Kuppe.

Die Domäne Vogelsburg ist ein südlich der Stadt Eschwege im Werra-Meißner-Kreis gelegenes Kulturdenkmal. Als Staatsdomäne befindet sich das Gelände im Besitz des Landes Hessen, ist verpachtet und heute ein 179 ha großer landwirtschaftlicher Betrieb.

## Anlage
Die Domänenanlage besteht als Sachgesamtheit aus mehreren Gebäuden. Das Hauptgebäude, ein Wohnhaus aus dem 16. Jahrhundert, ist umgeben von mehreren flankierenden Wirtschafts- und Stallgebäuden, einem ehemaligen Verwalter-Wohnhaus und zwei früheren Landarbeiterhäusern. Der eigene Gutsbezirk ist Teil der Gemarkung Eschwege.

## Geschichte
Die ersten urkundlichen Erwähnungen stammen aus dem Jahr 1469 als „Fegelßburg“ bzw. 1471 als „Foigelspurg“. Auf einer Landkarte der Grafschaft Hessen des Kartographen Arnold Mercator aus dem Jahr 1591 ist die Anlage als „Feigelsburgk“ vermerkt.
Aus dem Jahr 1631 haben sich mehrere Skizzen und Zeichnungen des Landgrafen Moritz von Hessen-Kassel erhalten, der offensichtlich eine Umgestaltung der Domäne plante. Und anderem wurde eine Einfassungsmauer um die Gesamtanlage geplant. Die Pläne wurden niemals umgesetzt.
Die Domäne Vogelsburg war eine Lehnsreserve von Boyneburg-Bischhausen (siehe: Boyneburg (Adelsgeschlecht)). Zunächst war die Anlage ein Vorwerk (Gutshof) der Domäne Fürstenstein nahe der Burg Fürstenstein. 1650 kaufte die Landgrafschaft Hessen einen Teil der Domäne und 1803 den verbliebenen Rest. Ab 1864 wurde die Domäne selbstständig verpachtet.